# Tadeusz Michałek
Tadeusz Michałek (ur. 9 stycznia 1933 w Tarnowie, zm. 8 sierpnia 2013) – polski robotnik, poseł na Sejm PRL V kadencji.

## Życiorys
Uzyskał wykształcenie podstawowe, z zawodu monter konstrukcji stalowych. Był zatrudniony jako robotnik w Przedsiębiorstwie Instalacji Przemysłowych „Mostostal” w Tarnowie. Należał do Polskiej Zjednoczonej Partii Robotniczej. W 1969 uzyskał mandat posła na Sejm PRL w okręgu Tarnów, zasiadał w Komisji Budownictwa i Gospodarki Komunalnej.
Odznaczony Brązowym Krzyżem Zasługi. Pochowany na cmentarzu komunalnym w Wojniczu.